# Familia Aquino

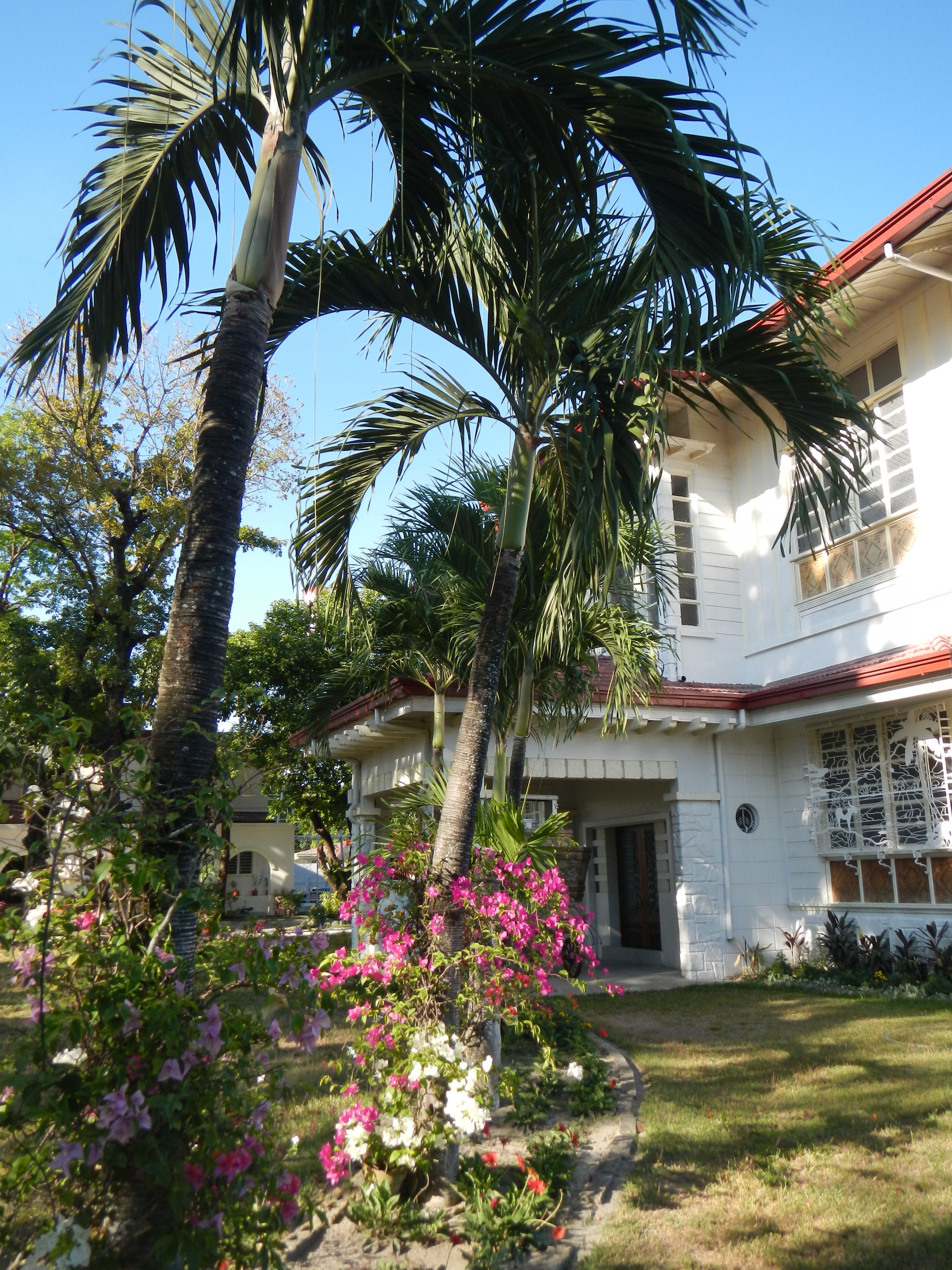
Casa familiar en la Hacienda de Murcia.

La familia Aquino es una de las poderosas e influyentes familias políticas filipinas, oriunda de  la provincia de Tarlac en la isla de Luzón. Propietaria original de las  Haciendas Tinang,  Lawang y  Murcia en el municipio de Concepción.

## El clan
Forman parte de  este clan  varios congresistas, senadores, vicegobernador y presidentes.
Sus miembros más destacados han servido y siguen sirviendo al país:

### El patriarca
- Braulio Aquino y Petrona Hipólito Aguilar, padres de:
- Servillano Aquino y Aguilar (1874-1959), general en el ejército revolucionario de Emilio Aguinaldo durante la revolución filipina contra España (1896-1898) y la Guerra filipino-estadounidense (1899-1902). Delegado para la redacción de la Constitución de Malolos, casado con Guadalupe Quiambao, padres de:

### Primera generación
- Benigno Aquino I, Benigno S. Aquino, Sr. representante del segundo distrito de la provincia de Tarlac desde la cuarta a la séptima legislatura filipina y senador de 1928 a 1934.
- Agapito Aquino, conocido como Butz Aquino, hermano de Benigno Aquino I, Senador (1987-1995) y Congresista (1998-2007);

### Segunda generación
- Benigno Aquino II, Benigno Simeón "Ninoy"  Aquino, Jr. (1932 – 1983),  senador de Filipinas (1968-1972), histórico  opositor de Ferdinand Marcos asesinado, casado con Corazón Aquino;
- Corazón Aquino (de soltera Corazón Cojuangco), 11.ª presidente de las Filipinas desde 1986 a 1992;
- Teresita Aquino-Oreta, hija de  Benigno Aquino I, Senador (1998-2004);
- Herminio Aquino - hijo de Servillano Aquino, congresista (1992-1998) y vicegobernador (1998-2001);

### Tercera generación
- Benigno Aquino III (1960), hijo del matrimonio formado por Benigno Aquino II y Corazón Aquino, Presidente de Filipinas entre el año 2010 y 2016. Popularmente conocido como Noynoy Aquino o PNoy.
- Jesli Aquino Lapus - prima de  of Benigno Aquino II, Congresista (1998-2006), actual Secretaria de Educación (2007- ) ;

## Reconocimiento
- El aeropuerto internacional de Manila en  honor de Benigno Aquino II se denomina  Aeropuerto Internacional Ninoy Aquino  y el aniversario de su muerte por asesinato es fiesta nacional.